# Le Docteur March marie ses filles
Le Docteur March marie ses filles ou Les Filles du docteur March se marient (Good Wives) est un roman de la femme de lettres américaine Louisa May Alcott, publié en 1869. Ce livre est la suite du roman Les Quatre Filles du docteur March.
L'édition de 1880 du livre Les Quatre Filles du docteur March contient en fait les deux romans comme une partie 1 et 2. De nombreuses éditions reprennent cette configuration.
En France, le roman est paru pour la première fois en 1951 aux éditions Hachette.

## Résumé
Le roman débute environ deux ans après la fin du précédent volume, avec le mariage de Meg et de M. Brooke. Alors que le premier tome était centré sur la vie commune des quatre sœurs, cette nouvelle aventure décrit la séparation des filles March : alors que Meg découvre la vie de couple et le rôle de mère, Jo part poursuivre sa carrière d'écrivain à New York. Beth souffre de plus en plus des séquelles de sa maladie, et Amy part visiter l'Europe.

## Personnages
- Margaret « Meg » March-Brooke est la sœur aînée des quatre filles du pasteur March. Première des filles de la fratrie à se marier, elle doit devenir une femme d'intérieur, apprendre notamment à cuisiner puis à s'occuper de ses jumeaux : Demi et Daisy. Elle s'est mariée avec John Brook, le précepteur de Laurie.
- Joséphine « Jo » March est la deuxième des quatre filles March. Aventureuse et indépendante, elle souhaite devenir un écrivain accompli. Très proche de sa sœur Beth, Jo partira travailler à New York où elle fera la rencontre du professeur allemand Bhaer.
- Elizabeth « Beth » March ne s'est jamais vraiment remise de sa maladie. Elle est de plus en plus faible, ce qui attriste beaucoup sa famille. Elle finira par mourir.
- Amy March est une artiste qui aime les mondanités. Elle partira en voyage en Europe pendant trois ans avec son oncle, sa tante Carrol et leur fille Florence. Elle se marie avec Laurie.

## Éditions françaises
- 1951 : Le docteur March marie ses filles, Éditions Hachette; illustré par Albert Chazelle; In-8 Carré; broché ; 184 pages.
- 1993 : Les filles du docteur March se marient, Éditions Casterman; illustré par Frank T. Merrill ; traduit par Claude Lauriot-Prévost. 253 p.  (ISBN 2-203-13540-9).